# VESA Local Bus

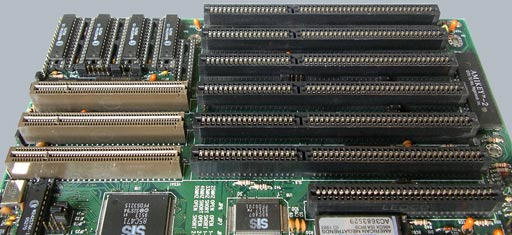
З'єднувачі шин VLB (ліворуч) та ISA (праворуч)

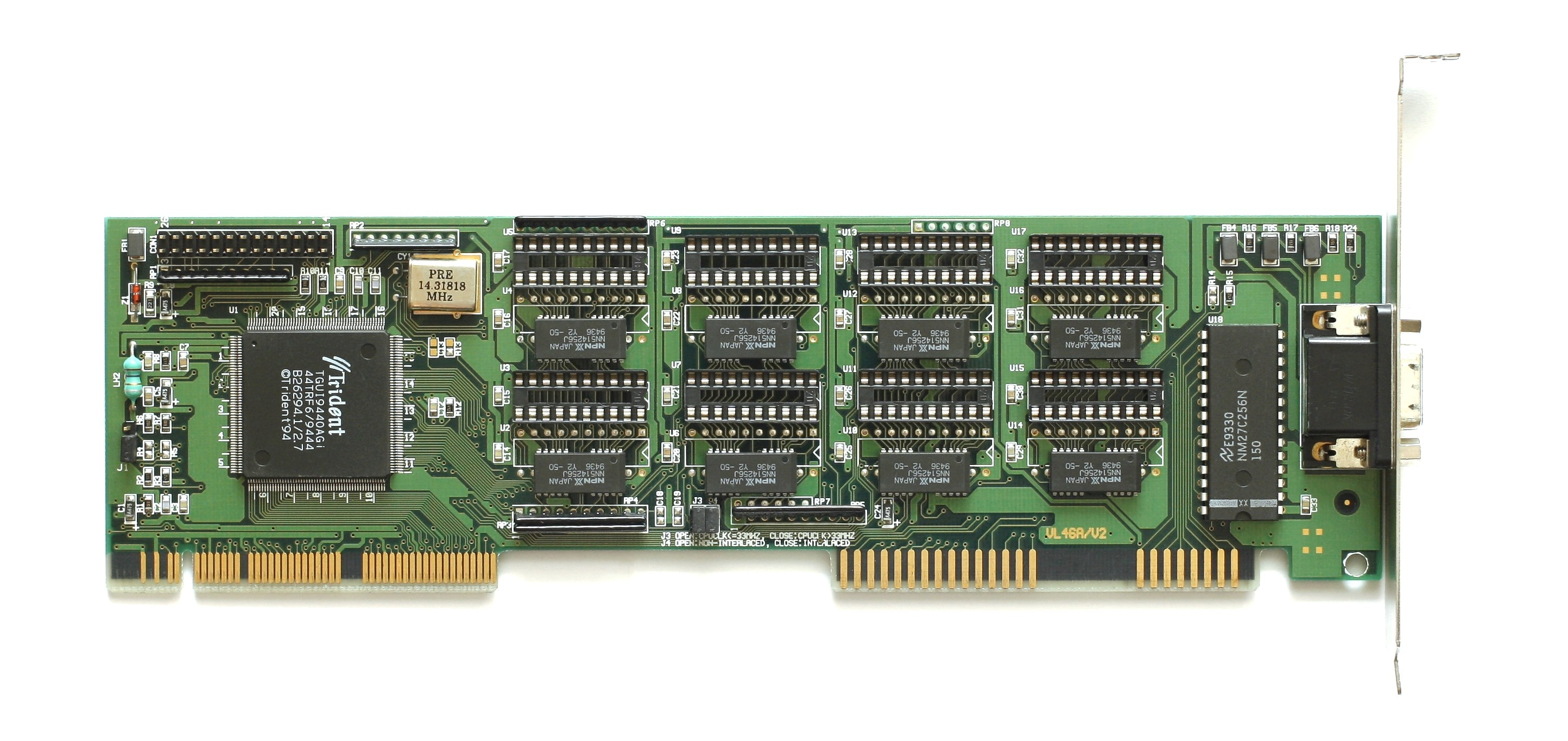
Відеокарта KL Trident TGUI9440 зі з'єднувачем шини VLB

VESA local bus — VL-Bus або VLB — тип локальної шини, розроблений асоціацією VESA для x86-сумісних персональних комп'ютерів. Була поширена досить недовго, і використовувалася переважно на системних платах для мікропроцесорів Intel 80486 та сумісних. Основною метою створення VLB було прискорення роботи відеоконтролерів, для яких пропускна здатність шини ISA стала недостатньою.
VLB є розширенням внутрішньої шини процесора Intel 80486.
Вона зазвичай об'єднує процесор, пам'ять, схеми буферизації для системної шини та її контролер, а також деякі інші допоміжні схеми. Перша специфікація на стандарт локальної шини з'явилася в 1992 році.

## Історія
Головною метою її розробки була дешева альтернатива шинам MCA і EISA, придатна для впровадження в масові настільні комп'ютери. З цією роллю шина VLB успішно впоралася. Було випущено велику кількість плат контролерів, які використовували цю шину, на основі випущених раніше мікросхем, які працювали до цього з шиною ISA. Навіть за 16-бітної архітектури міг бути отриманий виграш по тактовій частоті від 4 раз і більше.
VLB не розрахована на використання з процесорами, що прийшли на заміну 486-у або з тими, що існували паралельно з ними: Alpha, PowerPC тощо. Тому в середині 1993 року з асоціації VESA вийшли ряд виробників на чолі з Intel. Ці фірми створили спеціальну групу для розробки нового альтернативного стандарту, названого Peripheral Component Interconnect (PCI).

## Технічні дані
| Розрядність шини            | 32 біти |
| Сумісність                  | 8-біт ISA, 16-біт ISA, VLB |
| Кількість контактів         | 112 |
| Напруга живлення            | +5 Вольт |
| Тактова частота             | - 486SX-25: 25 MHz - 486DX2-50: 25 MHz - 486DX-33: 33 MHz - 486DX2-66: 33 MHz - 486DX4-100: 33 MHz - 486DX-40: 40 MHz - 486DX2-80: 40 MHz - 486DX4-120: 40 MHz - 5x86@133 MHz: 33 MHz - 5x86@160 MHz: 40 MHz - 486DX-50: 50 MHz (не стандартизовано) |
| Швидкість передавання даних | - 25 MHz: 100 MB/s - 33 MHz: 133 MB/s - 40 MHz: 160 MB/s - 50 MHz: 200 MB/s (не стандартизовано) |